# Liste der Pfarren im Dekanat Hollabrunn
Das Dekanat Hollabrunn ist ein Dekanat im Vikariat Unter dem Manhartsberg der römisch-katholischen Erzdiözese Wien.

## Pfarren mit Kirchengebäuden und Kapellen
| Pfarre              | Pfarrverband/Seelsorgeraum | Ink.                | Seit              | Patrozinium             | Kirchengebäude und Kapellen |                              |
| Aspersdorf          | Klein Maria Dreieichen     | Augustiner-Eremiten | um 1200           | Hl. Georg               | Pfarrkirche Aspersdorf Kapelle in Wieselsfeld | Pfarrkirche Asperhofen       |
| Bergau              | Göllersbachpfarren         |                     | 1784              | Hl. Ägid                | Pfarrkirche Bergau Kapelle in Obergrub, Kapelle in Porrau | Pfarrkirche Bergau           |
| Breitenwaida        | Göllersbachpfarren         |                     | um 1220, neu 1784 | Mariä Heimsuchung       | Pfarrkirche Breitenwaida Kapelle in Puch, Kapelle in Kleedorf | Pfarrkirche Breitenwaida     |
| Eggendorf im Thale  | Um Maria Roggendorf        | Schottenstift (OSB) | um 1050           | Hl. Afra                | Pfarrkirche Eggendorf im Thale Filialkirche Weyerburg, Ortskapelle Altenmarkt im Thale, Kapelle in Kleinstetteldorf, Kapelle im Schloss Weyerburg | Pfarrkirche Eggendorf        |
| Enzersdorf im Thale | Um Maria Roggendorf        | Schottenstift (OSB) | 1783              | Hl. Markus              | Pfarrkirche Enzersdorf im Thale Ortskapelle Kleinkadolz, Kapelle Hl. Familie, Kapelle in Glaswein | Pfarrkirche Enzersdorf       |
| Groß                | Klein Maria Dreieichen     |                     | 1141, neu 1714    | Hl. Veit                | Pfarrkirche Groß Kirche Klein Maria Dreieichen, Kapelle in Kleinstelzendorf | Pfarrkirche Groß             |
| Großnondorf         | Um Maria Roggendorf        |                     | um 1600           | Hl. Pankraz             | Pfarrkirche Großnondorf | Pfarrkirche Großnondorf      |
| Großstelzendorf     | Göllersbachpfarren         |                     | 1359              | Hl. Andreas             | Pfarrkirche Großstelzendorf Filialkirche Wischathal, Filialkirche Eitzersthal, Kapelle in Furth | Pfarrkirche Großstelzendorf  |
| Guntersdorf         | Um Maria Roggendorf        |                     | 1312              | Mariä Himmelfahrt       | Pfarrkirche Guntersdorf Kapelle im Pfarrhof Guntersdorf | Pfarrkirche Guntersdorf      |
| Göllersdorf         | Göllersbachpfarren         |                     | nach 1359         | Hl. Martin              | Pfarrkirche Göllersdorf Kapelle in Untergrub, Kapelle in Viendorf | Pfarrkirche Göllersdorf      |
| Hollabrunn          | Klein Maria Dreieichen     |                     | um 1220           | Hl. Ulrich              | Pfarrkirche Hollabrunn Filialkirche Gartenstadt, Kapelle im Knabenseminar Hollabrunn, Kapelle im Landesklinikum Weinviertel Hollabrunn, Kapelle im Landesjugendheim, Kapelle im Landespensionisten- und -pflegeheim Hollabrunn, Kapelle in Magersdorf, Kapelle in Mariathal, Kapelle in Raschala, Kapelle in Suttenbrunn, Kapelle im Caritas-Johannes-Haus | Pfarrkirche Hollabrunn       |
| Immendorf           | Um Maria Roggendorf        | Melk (OSB)          | 1783              | Hl. Katharina           | Pfarrkirche Immendorf | Pfarrkirche Immendorf        |
| Kammersdorf         | Um Maria Roggendorf        |                     | 1261              | Hl. Bartholomäus        | Pfarrkirche Kammersdorf Kapelle im Pfarrhof Kammersdorf, Kapelle in Dürnleis, Kapelle in Kleinsierndorf | Pfarrkirche Kammersdorf      |
| Maria Roggendorf    | Um Maria Roggendorf        | Göttweig (OSB)      | 1782              | Mariä Geburt            | Wallfahrtskirche Maria Roggendorf (Basilica minor) Filialkirche Hart-Aschendorf, Kirche der Zisterzienserinnenabtei Marienfeld, Kapelle im Benediktinerpriorat St. Josef | Pfarrkirche Roggendorf       |
| Mittergrabern       | Um Maria Roggendorf        |                     | nach 1722         | Hl. Johannes der Täufer | Pfarrkirche Mittergrabern Kapelle in Obergrabern, Kapelle in Obersteinabrunn | Pfarrkirche Mittergraben     |
| Nappersdorf         | Um Maria Roggendorf        | Göttweig (OSB)      | vor 1133          | Hl. Stephan             | Pfarrkirche Nappersdorf Kapelle in Haslach, Kapelle in Kleinweikersdorf | Pfarrkirche Nappersdorf      |
| Oberfellabrunn      | Klein Maria Dreieichen     |                     | 1784              | Hl. Anna                | Pfarrkirche Oberfellabrunn | Pfarrkirche Oberfellabrunn   |
| Oberstinkenbrunn    | Um Maria Roggendorf        |                     | 1783              | Hl. Leonhard            | Pfarrkirche Oberstinkenbrunn Kapelle in Schalladorf | Pfarrkirche Oberstinkenbrunn |
| Schöngrabern        | Um Maria Roggendorf        |                     | um 1220           | Mariä Geburt            | Pfarrkirche Schöngrabern Kapelle in Windpassing | Pfarrkirche Schöngrabern     |
| Sonnberg            | Göllersbachpfarren         |                     | um 1220, neu 1784 | Hll. Peter und Paul     | Pfarrkirche Sonnberg Kapelle in Dietersdorf, Kapelle in Wolfsbrunn | Pfarrkirche Sonnberg         |
| Wullersdorf         | Um Maria Roggendorf        | Melk (OSB)          | um 1050           | Hl. Georg               | Pfarrkirche Wullersdorf Filialkirche Grund, Filialkirche Hetzmannsdorf, Filialkirche Kalladorf, Kapelle im Melkerhof Wullersdorf | Pfarrkirche Wullersdorf      |

## Dekanat Hollabrunn
Das Dekanat umfasst 21 Pfarren im Weinviertel im nördlichen Niederösterreich mit ca. 17.000 Katholiken.
Diözesaner Entwicklungsprozess
Am 29. November 2015 wurden für alle Pfarren der Erzdiözese Wien Entwicklungsräume definiert. Die Pfarren sollen in den Entwicklungsräumen stärker zusammenarbeiten, Pfarrverbände oder Seelsorgeräume bilden. Am Ende des Prozesses sollen aus den Entwicklungsräumen neue Pfarren entstehen. Im Dekanat Hollabrunn wurden folgende Entwicklungsräume festgelegt:
- Eggendorf im Thale, Enzersdorf im Thale, Großnondorf, Guntersdorf, Immendorf, Kammersdorf, Maria Roggendorf, Mittergrabern, Nappersdorf, Oberstinkenbrunn, Schöngrabern und Wullersdorf
  - Subeinheit 1: Eggendorf im Thale, Enzersdorf im Thale, Kammersdorf, Maria Roggendorf, Nappersdorf und Oberstinkenbrunn
  - Subeinheit 2: Großnondorf, Guntersdorf, Immendorf, Mittergrabern, Schöngrabern und Wullersdorf
- Aspersdorf, Bergau, Breitenwaida, Göllersdorf, Groß, Großstelzendorf, Hollabrunn,  Oberfellabrunn und Sonnberg
  - Subeinheit 1: Aspersdorf, Groß, Hollabrunn und Oberfellabrunn
  - Subeinheit 2: Bergau, Breitenwaida, Göllersdorf, Großstelzendorf und Sonnberg

## Dechanten
- 1973–1989 Walter Rathpoller (1934–2023), Pfarrer In Guntersdorf (1964–1977) und Hollabrunn (1977–1989)[2]
- 1989–1999 Gustav Pirich (* 1941), Pfarrer in Hollabrunn (1989–2005)[3]
- 2004–2008 Johannes Leuthner (1966–2011), Pfarrer in Bergau, Breitenwaida, Sonnberg[4]
- 2008–2018 Franz Pfeifer, Pfarrer in Hollabrunn (2004–2019)[5]
- seit 2018 Michael Wagner, Pfarrer der Göllersbachpfarren